# Lycée Jules-Guesde
Pour les articles homonymes, voir Jules Guesde et Guesde.
Le lycée Jules-Guesde (anciennement lycée du Mas-de-Tesse) est un lycée polyvalent de l'enseignement secondaire, supérieur et technique situé au no 110 de l'avenue de Lodève à Montpellier. Il fait partie des lycées internationaux.

## Historique
Le lycée du Mas-de-Tesse (du nom de la parcelle) a été mis en service au début des années 1960, pour répondre à l'essor démographique de la ville et à l'arrivée de rapatriés (pieds-noirs) en provenance d'Algérie. C'est, à l'origine, un lycée de jeunes filles, il deviendra mixte par la suite. 
En 2006, la région Languedoc-Roussillon décide de débaptiser ses lycées et il est dit dans la presse que ce lycée portera le nom du philosophe Alain. Puis il est décidé, à la région, que le lycée du Mas-de-Tesse portera le nom de l'écrivain et poète occitan Max Rouquette. Finalement, c'est le nom de l'homme politique Jules Guesde, qui vécut quelques années à Montpellier, qui est retenu.

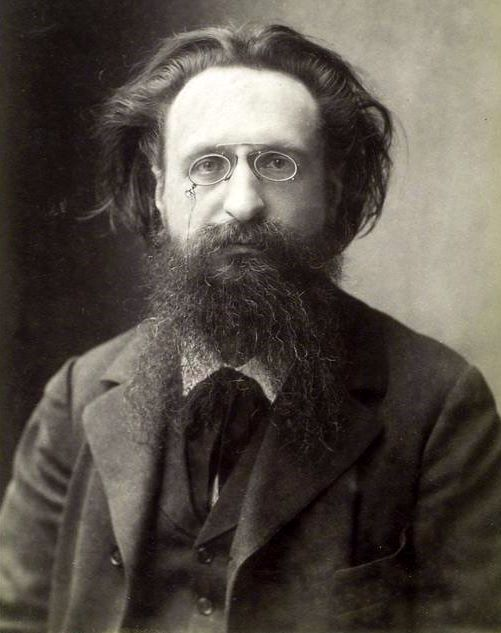
Jules Guesde, personnalité politique française

## Équipement
Le lycée dispose de trois bâtiments principaux (le A : les langues, sciences, histoire-géo, HGGSP, administration ; le B : les lettres, philosophie, maths, SES ; le C : les maths, SNT, NSI). Il y a également un CDI. Pour manger, les élèves ont a disposition un self. On trouve aussi un internat entièrement neuf dont les travaux se sont achevés en 2021, celui ci se situe à côté de la cantine, et est aussi équipé d'une salle de musculation. L'éducation physique et sportive se déroule sur le stade Alain Delylle et le gymnase Micheline Ostermeyer. Les réunions et spectacles se font dans un amphithéâtre.

## Formations dispensées
Le lycée international Jules Guesde est un lycée polyvalent de l'enseignement secondaire et post-bac, général et technologique, qui dispense de nombreuses formations.
Formations dispensées :
- Seconde - Seconde générale et technologique ;
- Première - Première générale et technologique ;
- Première - Première STMG ;
- Bac généraliste - Bachibac (obtention des baccalauréats français et espagnol) ;
- Bac généraliste - Esabac (obtention des baccalauréats français et italien) ;
- Bac généraliste
- Bac technique - STMG, sciences et technologies du management de la gestion ;
- Bac pro gestion- administration ;
- BTS - assistant de manager ;
- BTS - commerce international ;
- BTS - comptabilité et gestion des organisations ;
- BTS - management des unités commerciales ;
- DCG - Diplôme de comptabilité et de gestion (anciennement DECF) ;
- Prépa (CPGE) - économique et commerciale ;
- Prépa (CPGE) - lettres (hypokhâgne et khâgne)[5].

## Classement du lycée
En 2018, le lycée se classe 11e sur 30 au niveau départemental quant à la qualité d'enseignement, et 987e sur 2 277 au niveau national, d'après L'Express. Le classement s'établit sur quatre critères : le taux de réussite au bac, la valeur ajoutée (capacité à faire progresser les élèves : différence entre le taux de réussite obtenu par le lycée en 2018 et celui que l'on pouvait attendre, compte tenu de l'origine sociale des élèves, de leur âge et de leurs résultats au diplôme national du brevet), le taux de mention et l'indice de stabilité (proportion d'élèves de première qui obtiennent le baccalauréat en ayant fait les deux dernières années de leur scolarité dans l'établissement).

## Personnalités liées au lycées

### Chronologie des proviseurs
- Paul Regnery (2014-2021)
- Frédéric Pagneux (depuis 2021)

### Anciens élèves
- Michaël Delafosse ;
- Anne-Sophie Girard[7] ;
- Marie-Aldine Girard ;
- Patrice Héral ;
- Reno Lemaire ;
- Frédéric Mion[8] ;

## Relations internationales
- Chine : lycée no 12 de Chengdu rattaché  à l’université du Sichuan (四川大学附属中学（成都市第十二中学)[9]
- Japon : lycée Rakusai (ja) de Kyoto (京都府立洛西高等学校)[10]
- Espagne : Institut Samuel-Gili-i-Gaya (d)  et Institut Maria-Rúbies (d)   de Lérida (Lleida), IES Pintor-Antonio-López (d) de Tres Cantos
- Allemagne : lycée Nicolaus-Cusanus (de) (Bonn)
- Italie : Convitto nazionale Umberto I (d)  (Turin)
- Portugal : Escola Secundária Camilo-Castelo-Branco (d) de Vila Real (Douro), Colégio Paulo VI de Gondomar (District de Porto)